# Елеазар Азнерски
Елеазар Азнерски је светитељ Руске православне цркве, (+13 (23) јануар 1656), оснивач Светотројичног Анзерског скита Соловецког манастира.
Елеазар је рођен у породици трговца Атанасија Севрјукова из града Козелска. У раној младости је ушао у Соловецки манастир, примио постриг од игумана Иринарха Соловецког. У манастиру је Елеазар научио резбарење и учествовао у украшавању иконостаса Преображенског саборног храма манастира. 1612. године, тежећи аскетском подвигу, настанио се на Анзерском острву. Да би зарадио за живот, правио је дрвено посуђе које је мењао са рибарима у пролазу за храну. Године 1616. пострижен је у схиму, а четири године касније преселио се на другу страну острва, ближе Соловецком манастиру. Поред трошне цркве Светог Николе саградио је себи келију и капелу. Постепено се око Елеазара почела формирати монашка заједница. За њу је Елеазар установио правила анахоретског монаштва.
Око 1635. Никита Минин је дошао у скит Елеазару, који му је узео постриг са именом Никон (1652. године Никон је постао Патријарх московски и целе Русије). Никон је живео у скиту три године. Једном, по свом животу, Елеазар је имао визију у којој је Никон имао омофор на раменима, и тако је предвидео будућег патријарха . Међутим, касније је Никон почео да замера анзерским монасима због љубави према новцу и оптужио за то самог Елеазара. После тога Никон је напустио скит. У староверској традицији, уместо омофора, Елеазар је видео црну змију на Никоновом врату.
Елеазар је преписао низ књига за Анзерски скит, а такође је саставио тумачење поретка правила монашке ћелије. Живот Елеазара постао је познат у Москви, позван је код цара Михаила Фјодоровича, тужан због одсуства наследника. Цар је замолио пустињака за молитве, а Елеазар му је прорекао рођење сина.
Соловчки игуман Иринарх је 1620. године добио 100 рубаља од мајке цара, монахиње Марте, за изградњу цркве брвнаре у Елеазаровом скиту у име Животворне Тројице са капелом у име Св. Михаила Малеина. После рођења наследника Алексеја Михајловича 1629. године, цар је, сматрајући то резултатом монашких молитава, 31. јула 1633. године доделио скиту независност од Соловецког манастира и успоставио годишње одржавање за њега, а 1638. дао је скит под заштиту сумског губернатора.
Године 1648. Елеазара је позвао у Москву цар Алексеј Михајлович, који је желео да види човека који је предвидео његово рођење. Краљ је потврдио све привилегије Анзерског скита и наредио да се у њему сагради камена црква. Патријарх Никон је, упркос томе што је у прошлости имао сукоб са Елеазаром, пошто је постао патријарх, слао издашне прилоге скиту, а 1654. је за њега добио од цара потврду за државном издржавање.
Пре смрти, Елеазар је свог ученика Никодима поставио за игумана скита, причестио се и упокојио се 13. јануара 1656. године.
1757. године, приликом изградње храма над његовим гробом, пронађене су његове мошти, када је и утврђено да су нетрулежне . Истовремено је састављен и текст службе преосвећеном. Године 1925. мошти светог Елеазара су отворене и однете из Анзера. Локација моштију Елеазарових за сада је непозната. Године 2003. честица његових моштију пронађена је у порушеној капели Елеазара, која се чува у храму Васкрсења Христовог анзерског скита.